# Estanys dels Gavatxos
Els Estanys dels Gavatxos són dos llacs, el meridional es troba en el terme municipal la Vall de Boí (Alta Ribagorça) i el septentrional en el d'Espot (Pallars Sobirà), i tots dos dins del Parc Nacional d'Aigüestortes i Estany de Sant Maurici.	
Els llacs, d'origen glacial, estan situats a 2.561 i 2.549 metres d'altitud, a la part alta de la Coma dels Pescadors. El septentrional té 1,4 hectàrees de superfície i 5,5 metres de fondària màxima, i el superior unes dimensions similars. Desaigüen cap al nord.

## Rutes
Diverses són les alternatives que sortint des del Refugi d'Estany Llong, ja sigui per la Coma dels Pescadors o per Coma d'Amitges, pugen als estanys.